# Jero Shakpoke
Jero Shakpoke (Warri, 5 dicembre 1979) è un ex calciatore nigeriano, di ruolo difensore.

## Carriera
Inizia la carriera in patria nel Port Harcourt per poi venire acquistato dalla Reggiana nel 1996; nella stagione 1996-1997 milita nella prima divisione macedone nel Vardar, e successivamente veste anche le maglie di Rijeka e Zagłębie Lubin, rispettivamente nelle massime serie croata e polacca.
Nella stagione 1998-1999 realizza un gol in 21 presenze nel campionato di Serie B con la maglia della Reggiana, che a fine anno retrocede in Serie C1. Nella stagione 2001-2002 è autore del gol del 2-1, a tempo scaduto, nella partita contro l'Alzano Virescit valida per il ritorno dei play-out della Serie C1, che permette agli emiliani di salvarsi.

## Statistiche

### Cronologia presenze e reti in nazionale
| Cronologia completa delle presenze e delle reti in nazionale ― Nigeria | Cronologia completa delle presenze e delle reti in nazionale ― Nigeria | Cronologia completa delle presenze e delle reti in nazionale ― Nigeria | Cronologia completa delle presenze e delle reti in nazionale ― Nigeria | Cronologia completa delle presenze e delle reti in nazionale ― Nigeria | Cronologia completa delle presenze e delle reti in nazionale ― Nigeria | Cronologia completa delle presenze e delle reti in nazionale ― Nigeria | Cronologia completa delle presenze e delle reti in nazionale ― Nigeria |
| Data                                                                   | Città                                                                  | In casa                                                                | Risultato                                                              | Ospiti                                                                 | Competizione                                                           | Reti                                                                   | Note                                                                   |
| ---------------------------------------------------------------------- | ---------------------------------------------------------------------- | ---------------------------------------------------------------------- | ---------------------------------------------------------------------- | ---------------------------------------------------------------------- | ---------------------------------------------------------------------- | ---------------------------------------------------------------------- | ---------------------------------------------------------------------- |
| 28-1-1998                                                              | Hong Kong                                                              | Nigeria                                                                | 1 – 0                                                                  | Iran                                                                   | Lunar New Year Cup 1998 - Semifinale                                   | -                                                                      |                                                                        |
| 22-2-1998                                                              | Kingston                                                               | Giamaica                                                               | 2 – 2                                                                  | Nigeria                                                                | Amichevole                                                             | -                                                                      |                                                                        |
| 29-5-1998                                                              | Belgrado                                                               | Jugoslavia                                                             | 3 – 0                                                                  | Nigeria                                                                | Amichevole                                                             | -                                                                      | 89’                                                                    |
| 5-6-1998                                                               | Amsterdam                                                              | Paesi Bassi                                                            | 5 – 1                                                                  | Nigeria                                                                | Amichevole                                                             | -                                                                      | 13’ 21’                                                                |
| 28-8-1999                                                              | Lagos                                                                  | Nigeria                                                                | 0 – 0                                                                  | Ghana                                                                  | Amichevole                                                             | -                                                                      |                                                                        |
| Totale                                                                 |                                                                        | Presenze                                                               | 5                                                                      |                                                                        | Reti                                                                   | 0                                                                      |                                                                        |

## Palmarès

### Club

#### Competizioni nazionali
- Serie D: 1

Rovigo: 2005-2006